# Стара Тойда
Стара Тойда (рос. Старая Тойда) — село в Аннинському районі Воронезької області Російської Федерації.
Населення становить 679 осіб (2010). Входить до складу муніципального утворення Старотойденське сільське поселення.

## Історія
Населений пункт розташований у історичному регіоні Чорнозем'я. Від 1928 року належить до Аннинського району, спочтаку в складі Центрально-Чорноземної області, а від 1934 року — Воронезької області.
Згідно із законом від 15 жовтня 2004 року входить до складу муніципального утворення Старотойденське сільське поселення.

## Населення
| 2000 | 2005 | 2010 |
| ---- | ---- | ---- |
| 914  | ↘802 | ↘679 |

## Відомі особистості
В поселенні народився:
- Королькова Ганна Миколаївна (1892—1984) — радянська російська письменниця-казкарка.